# Save Me (HΛLの曲)
Save Me（セーブ・ミー）は、日本のバンドHΛLの楽曲である。本楽曲はHΛLの2枚目のCDシングルに収録され、2001年1月11日にavex traxより発売された。

## 音楽性
音楽雑誌『CDJournal』のレビュアーは、ボーカル・リミキサーという組み合わせからなるユニットについて一風変わった新しい形態であると言及した。さらにシングル「Save Me」に収録された楽曲のジャンルをロックおよびJ-POPとし、曲を構成する「甘い歌声、気取らない詞、キャッチーなサウンド」について高く評価した。

## チャート成績
オリコンの調査によると、シングル「Save Me」は2001年1月11日にCDシングルとしてリリースされた後、2001年1月第4週付のオリコンシングルチャートランキングで19位を記録した。以降同年2月第2週付まで、週間チャート200位以内にランクインし続けた。推定初回売上枚数は11,920枚で、推定累積売上枚数は28,690枚を記録している。

## 放送番組での使用
楽曲「Save Me」はテレビ東京系列にて放送されたバラエティ番組『ASAYAN』エンディングテーマおよび日本テレビ系列にて放送されたトークバラエティ番組『ろみひー』エンディングテーマとして起用された。

## 撮影
11月29日、都内某スタジオでCDジャケットとミュージックビデオの撮影が行われた。監督は武藤眞志。 

## シングル収録曲
| #         | タイトル                       | 作詞      | 作曲       | 編曲      | リミックス      | 時間  |
| --------- | ------------------------------ | --------- | ---------- | --------- | --------------- | ----- |
| 1.        | 「Save Me」                    | HΛLNA     | 梅崎俊春   | HΛL       |                 | 4:52  |
| 2.        | 「Love prove」                 | HΛLNA     | 佐藤あつし | HΛL       |                 | 4:50  |
| 3.        | 「Save Me_DJ TURBO CLUB MIX」  |           |            |           | DJ TURBO (GTS)  | 7:24  |
| 4.        | 「Save Me_HΛL's MIX 2001」     |           |            |           | HΛL             | 4:42  |
| 5.        | 「Save Me_Dub's Hard Pop Duv」 |           |            |           | "D.M.X"Miyazaki | 8:45  |
| 6.        | 「Save Me (TV MIX)」           |           |            |           |                 | 4:52  |
| 7.        | 「Love prove (TV MIX)」        |           |            |           |                 | 4:48  |
| 合計時間: | 合計時間:                      | 合計時間: | 合計時間:  | 合計時間: | 合計時間:       | 40:13 |

## チャートおよび売上
| チャート                         | 最高 順位 | 出典  |
| -------------------------------- | --------- | ----- |
| 日本・オリコンCDシングルチャート | 19        | [ 3 ] |

| 国   | 集計団体 | 売り上げ/枚 | 出典  |
| ---- | -------- | ----------- | ----- |
| 日本 | オリコン | 28,690      | [ 3 ] |